# Klaus Sandler
Klaus Sandler (* 11. Jänner 1945 in Plagwitz, Niederschlesien; † 28. Oktober 1984 in Amstetten, Niederösterreich) war ein Lehrer, Schriftsteller, Herausgeber und Verleger österreichischer und deutscher Literatur.

## Leben
Sandler arbeitete als Hauptschullehrer in St. Pölten. Er war – zusammen mit einem Team österreichischer Autoren und Norbert Kühne (Deutschland) – der Herausgeber der Literaturzeitschrift das pult und damit bis zu seinem Tod ein großer Förderer der Literatur in Österreich. Mit der Edition Maioli zu Wien – anfangs auch in Zusammenarbeit mit der Edition Roetzer, Eisenstadt – publizierte er (oft mit staatlicher Unterstützung) eine Reihe zeitgenössischer österreichischer (vor allem niederösterreichischer, vereinzelt auch westdeutscher) Literatur. Er ermöglichte damit vielen jungen Autoren (wie etwa Hans Raimund, Franz Unger usw.) erste Schritte an die Öffentlichkeit. Aber auch seine Kontakte zur (damals jungen) bundesdeutschen Literaturszene waren ausgezeichnet. So publizierte er Texte von vielen Autoren der damaligen sogenannten Untergrund-Szene aus Deutschland und beteiligte sich damit strukturell und inhaltlich an der Literaturdiskussion im deutschsprachigen Raum. So veröffentlichte er mit Norbert Kühne (Marl) Texte zur Friedensbewegung in der Bundesrepublik Deutschland: Wer früh stirbt ist länger tot. In Marl organisierte er auch die österreichischen Literaturtage, bei denen Autoren aus Österreich Lesungen anboten. Regelmäßigen Kontakt hatte Sandler mit Brigitte Kronauer.
Neben seinen Romanen publizierte er Hörspiele im ORF, Bayerischen Rundfunk, RAI (Italien) und RIAS Berlin. 1982 brachte er zusammen mit Helmut Scherner die LP Gegenwart absolut windstill (Wien) heraus.
1978/79 erhielt er das Österreichische Staatsstipendium für Literatur; 1979 den Förderpreis für Dichtkunst des Landes Niederösterreich, 1980 die Buchprämie des BMUK für den Roman Friedliche Anarchie.
Seit 1966 war Klaus Sandler krank. Er kämpfte seitdem mit dieser Krankheit, die sein Leben tagtäglich beeinflusste. Er starb am 28. Oktober 1984 im Alter von 39 Jahren in Amstetten.
Der Kollege und Autor Hans Raimund schreibt über Klaus Sandler 2019: (...) er war jemand, der viele Feinde hatte. Und er, der stolz darauf war, viele Feinde zu haben, er, der derart versessen darauf war, sich immer wieder neue Feinde zu schaffen, er, der Vergnügen daran fand, sich als literarisch Verfolgter zu verstehen (...) er, der trotz seines Werks (...) nie ein Mitglied bei einer der offiziellen Literatur-Gesellschaften war, wie enttäuscht (...) könnte er die Nachrufe auf ihn lesen, das unverbindliche Geheuchel der professionellen Nachrufler (...), die zu seinen Lebzeiten kein gutes Haar an ihm , seinen Büchern, seiner Zeitschrift (DAS PULT) (...) gelassen haben.

## Wirken
Sandler war maßgeblicher Initiator des Kulturpreises der Stadt St. Pölten, den er – unter anderen – mehrere Jahre betreute. So gab es in der von ihm herausgegebenen Zeitschrift das pult (u. a. zusammen mit Hans Raimund, Friedrich Hahn, Franz Unger und Brigitte Kronauer) auch bundesdeutsche Mitarbeiter (erstes Heft Juli 1968). Seine Frau Nadia Ave ist eine bekannte Grafikerin, die das bemerkenswerte und großzügige Layout der Zeitschrift und viele künstlerische Inhalte maßgeblich und über viele Jahre hin prägte. Sandler initiierte u. a. eine Nummer der Zeitschrift zum Thema Frieden, die im Wesentlichen von westdeutschen Autoren bestritten wurde (Titel der Nummer: Wer früh stirbt, ist länger tot, Hrsg.: Norbert Kühne und Hans van Ooyen). Regelmäßig wurden in das pult auch Beiträge aus der gesellschaftspolitischen Diskussion der damaligen BRD publiziert. das pult wurde nach dem Tod des Herausgebers Klaus Sandler mit einem Nachruf-Heft (Nr. 74/1985) eingestellt. Zu Sandlers 50. Geburtstag erschien noch einmal ein „pult-extra“, in dem ausgewählte, zum Teil schon früher verstreut veröffentlichte Texte des Autors und Würdigungen seiner Persönlichkeit und seines Werks durch Zeitgenossen und Weggefährten abgedruckt sind.
Den Nachlass verwaltet Nadia Ave-Sandler (St. Pölten).
Seit 1986 gibt es im St. Pöltner Stadtteil Harland eine Klaus-Sandler-Gasse. Die Zeitschrift das pult wird von der Österreichischen Nationalbibliothek digitalisiert und mit einem Autorenregister versehen.

## Kritik
Es markiert den besonderen Rang Sandlers in der österreichischen Literatur, dass er sich nicht an die gewohnten Genregrenzen gehalten hat und sich nicht damit zufrieden gab, sich literarisch in fest abgesteckten Revieren zu bewegen: Er ist ein Naturdichter mit präziser Beobachtungsgabe und philosophischer Tiefe – aber er nähert sich der Natur nicht, um sich von der Gesellschaft zu entfernen; er ist ein gesellschaftskritischer Erzähler – aber er dankt nicht ab, um künftig lebensfeindliche Strukturen und anonyme Prozesse statt widersprüchlicher Menschen zu gestalten; er sucht ihn literarisch immer wieder, jenen schönen Moment, den Augenblick des Überschwangs, der Ekstase, in dem wir mit einem Mal der Fülle innewerden, die im Bild gerade nur aufblitzt – aber er ist kein literarischer Sammler geglückter Momente und schöner Sätze.
Sandler war eben kein für den Literaturbetrieb brauchbarer Frühvollender sondern ein zu früh verstorbener Autor von manchmal schrill kontroversiellen, nicht immer gänzlich gelungenen literarischen Aufbrüchen und einer fragmentarisch gebliebenen, anrührend abgeklärten, vielleicht zu späten literarischen Ankunft.

## Zitat
Es gibt Erkenntnisse, (...) die wir nie besitzen können, wörtlich: wir können uns nicht auf sie setzen wie auf Grund und Boden. Sie kümmern uns genauso wenig wie der Blitz, der uns für Sekundenbruchteile leuchtet; sie laufen außerhalb unser selbst ab. Wenn wir uns in ihr Gewitter stellen, dann kann es uns auch erschlagen, nicht nur erhellen.

## Werke
- Tom macht den Sprung aus dem Fenster rückgängig, Wallereu/Schweiz, Edition Lentz, 1974
- Anatomie einer Flucht, Eisenstadt, ISBN 3-85374-032-4 Edition Roetzer, 1977
- Friedliche Anarchie, Volk und Jugend, 1980
- Das vorläufige Leben, Edition Maioli, 1983
- Ein Zelt und nichts weiter, Edition Maioli, 1985
- mit Harald Koelbl; Cover: Nadia Ave: In Kuhlen und Hohlwegen; CD aus dem Nachlass, Wien 2006, ISBN 3-221-17532-9

## Hörspiele
- Heimo in acht Bildern, ORF Burgenland (1978)
- Muschelgespräche, ORF Niederösterreich (1974)
- O Lord don't let the rain come down, Lustspiel, ORF Burgenland (1976)
- Die Geschichte ist eine unerlöste Landschaft, RIAS Berlin (1982)
- Rosemarie (eine Suburbiade) ORF (1980)

## Sekundärliteratur
- Brigitte Kronauer: Ein Zelt und nichts weiter. Zu Klaus Sandler. In: Aufsätze zur Literatur. Klett-Cotta, Stuttgart 1987; S. 98–131; ISBN 3-608-95512-7
- Hans Raimund: Klaus Sandler – Erinnerungen an einen, der immer weniger wissen und immer mehr sehen wollte; Literatur & Kritik, Otto Müller Verlag, Salzburg, Juli 2006/4050-406; ferner in: Neigungen – Zuneigungen, Abneigungen, Verneigungen – Porträt des Autors als Leser; Erhard Löcher Verlag, Wien 2019, Seite 11–20
- das pult – extra; zum Gedenken an Klaus Sandler; Gedenkschrift zum 50. Geburtstag, Wien 1995; ISBN 3-9500469-0-9
- Deutsches Literatur-Lexikon. – Band 14. De Gruyter, Berlin 1992, ISBN 978-3-907820-14-8, S. 36.